# Walter Eisler
Walter Eisler (* 15. September 1954 in Leipzig als Walter Heisig; † 10. Mai 2015 ebenda) war ein deutscher Maler und Grafiker.

## Leben
Walter Eisler war der Sohn von Bernhard Heisig und Bruder von Johannes Heisig. Angesichts der Dominanz seines Vaters Bernhard Heisig nahm Walter Eisler in den 1980er Jahren den Familiennamen seiner Mutter Brunhilde Eisler an. Eisler begann zunächst ein Studium der Verfahrenstechnik an der TH Merseburg, das er aber abbrach. Von 1976 bis 1978 arbeitete er im Atelier seines Vaters mit. Von 1978 bis 1982 studierte er an der Hochschule für Grafik und Buchkunst Leipzig bei seinem Vater und bei  Volker Stelzmann. Nach dem Studium arbeitete er mit weiteren 14 Absolventen am Bauernkriegspanorama Werner Tübkes in Bad Frankenhausen mit. Seit 1984 war er als freiberuflicher Maler tätig.
Studienreisen führten ihn nach Italien, England, Tunesien und mehrfach in die USA.
Eisler lebte und arbeitete bis Anfang 2014 in Hamburg, dann in Leipzig.

## Malstil
„Walter Eislers Werke […] zeichnen sich durch eine besondere Form der Bildsprache aus, die auf dem Zusammenspiel der einzelnen Elemente beruht, welche trotz des realen Bezugs sowohl in seinen thematischen Bildern als auch in seinen Stadt- und Industrieszenarien, Landschaften oder Königsbildern immer ausdrücklich zeichenhaft sind.“

## Ausstellungen (Auswahl)
- 1984: Junge Künstler der DDR (Beteiligung)
- 1985/1986 Moskau/Berlin „Junge Kunst UdSSR – DDR“ (Preisträger)
- 1988 Galerie Gallus, Frankfurt/Oder – Einzelausstellung
- 1991 Galerie Schwind, Frankfurt/M.
- 1994 Amerika-Haus, Leipzig
- 2000 Galerie Berlin – „Eine Malerfamilie“ (mit B. Heisig, J. Heisig, G. Brüne, Antoinette)
- 2001 Stadtmuseum Düsseldorf – „Der Königsweg“
- 2003 Stadtmuseum Düsseldorf – „Die Sehnsucht des Königs“ (mit G. Weber)
- 2010 Seoul / Korea „German Artist Brothers: Walter Eisler & Johannes Heisig“[4]

## Veröffentlichungen
Stadt König Land, Faber & Faber, Leipzig 2000, ISBN 3-932545-45-1

## Auszeichnungen
- 1985/86 Moskau/Berlin „Junge Kunst UdSSR – DDR“ (Preisträger)
- 1991 Progetto Civitella d’Agliano (Italien) – Stipendium des Freistaates Sachsen[5]